# Manuel Benavides
Manuel Benavides là một đô thị thuộc bang Chihuahua, México. Năm 2005, dân số của đô thị này là 1600 người.